# Giovanni de' Rossi (vescovo)
Giovanni De' Rossi (Roma, 1419 – 1493) è stato un vescovo cattolico italiano.

## Biografia
Frequentò gli studi ecclesiastici e conseguì la laurea in utroque iure. Referendario apostolico e canonico della basilica di San Giovanni in Laterano, fu eletto da Sisto IV vescovo di Alatri il 14 gennaio 1478. Nel 1486 impose una tassa su tutti i benefici ecclesiastici, sia della città sia della diocesi, da inviare a Roma alla Camera Apostolica.
La figura di Giovanni De' Rossi è legata alle vicende della chiesa di San Pietro a Capo di Prato a Trevi nel Lazio, posseduta da Cristoforo Caetani, secondogenito di Giacomo e Miozia Caetani. La cattiva condotta di Cristoforo fece sì che il sindaco di Trevi e i consiglieri ricorressero a papa Paolo II per l’unione della chiesa alla Collegiata di Santa Maria, che avvenne il 9 marzo 1479.

## Successione apostolica
La successione apostolica è:
- Vescovo Martynas II Lintfari (1492)